# Werelderfgoed in Guinee
Tot het UNESCO werelderfgoed in Guinee behoort een werelderfgoed. Deze werd in 1981 ingeschreven.

## Werelderfgoederen

### Actuele Werelderfgoederen
Deze lijst toont de werelderfgoederen in Guinee in chronologische volgorde (C – Cultuurerfgoed; N – Natuurerfgoed).
| Naam                                            | Jaar | Soort | Beschrijving                | Afbeelding |
| ----------------------------------------------- | ---- | ----- | --------------------------- | ---------- |
| Natuurreservaat Mont Nimba (uitgebreid in 1982) | 1981 | N     | (gedeeltelijk in Ivoorkust) |            |

### Als Werelderfgoed genomineerde objecten
Op de voorlopige lijst van de UNESCO worden objecten ingeschreven die naar het inzicht van de betreffende regering potentieel voor de erkenning als werelderfgoed in aanmerking komen. Dit zegt niets over een eventuele daadwerkelijke succesvolle inschrijving op de lijst. Tegenwoordig (2022) zijn op de voorlopige lijst drie objecten uit Guinee ingeschreven.
| Naam                                                                          | Jaar | Soort | Beschrijving | Afbeelding |
| ----------------------------------------------------------------------------- | ---- | ----- | ------------ | ---------- |
| Inheemse architectuur en cultuurlandschap van de Mandingo van Gberedou/Hamana | 2001 | C     |              |            |
| Cultuurlandschap van de Nimbabergen                                           | 2001 | C     |              |            |
| Slavenroute in West-Afrika, het traject van Timbo tot aan de Rio Pongo        | 2001 | C     |              |            |